# Fontana dell'Elefante

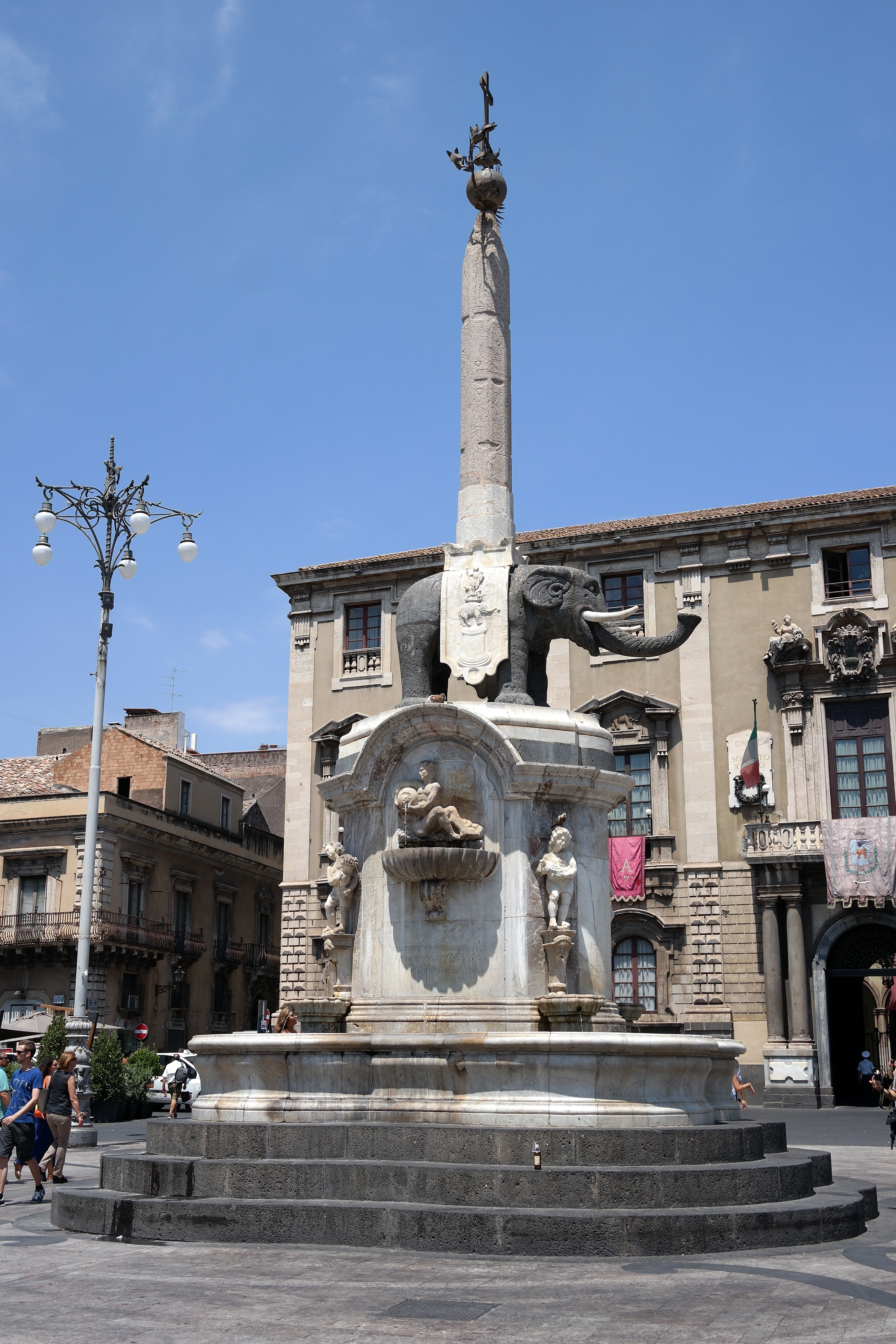
Fontana dell'Elefante vista da sud e sullo sfondo il Palazzo degli Elefanti.

La fontana dell'Elefante (in siciliano u Liotru) è un'opera monumentale realizzata tra il 1735 e il 1737 dall'architetto Giovanni Battista Vaccarini, collocata al centro di piazza del Duomo a Catania. Il suo elemento principale è una statua di basalto nero che raffigura un elefante, è considerato l'emblema della città siciliana.

## Struttura

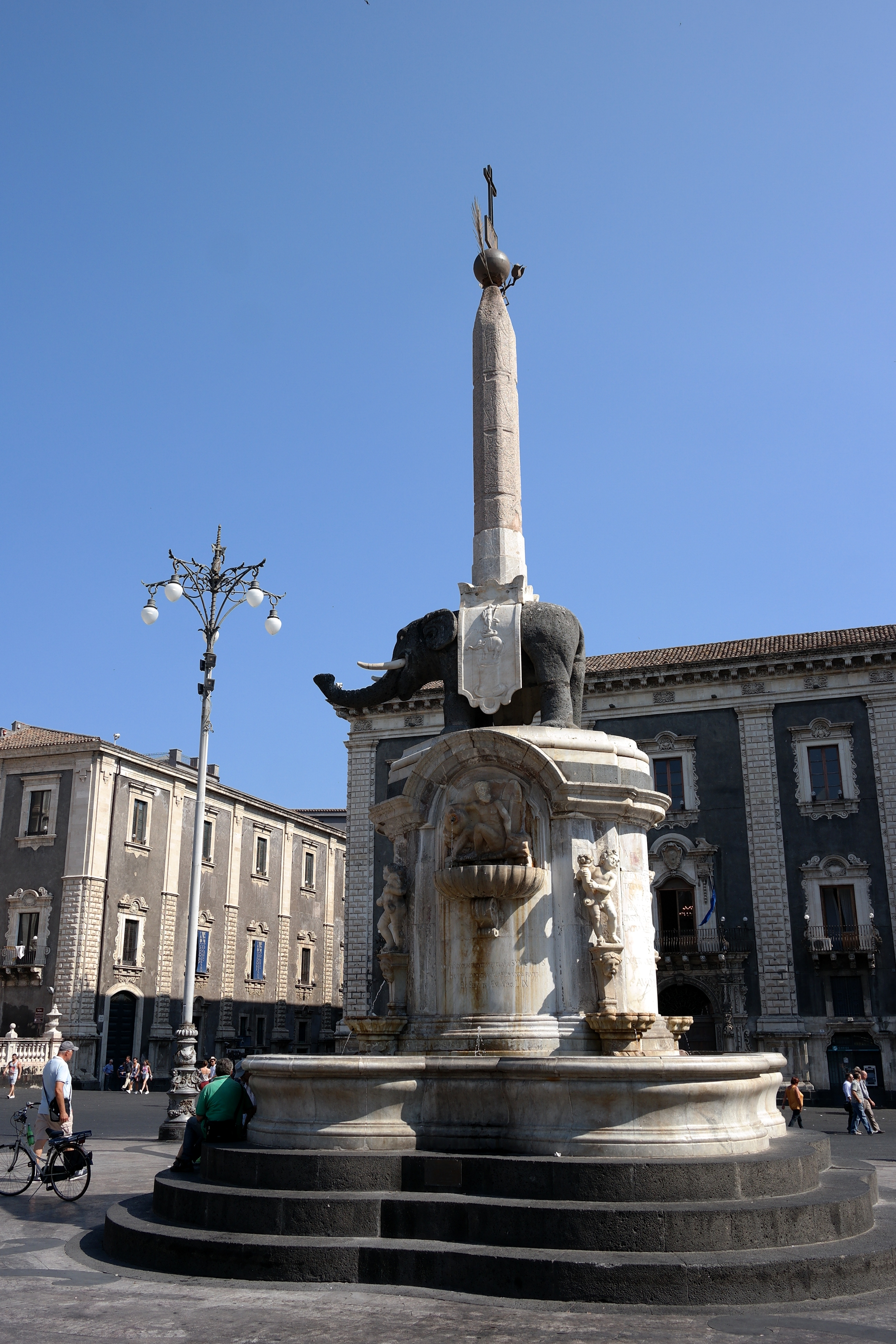
Fontana dell'Elefante da nord

La fontana dell'Elefante è stata realizzata da Vaccarini nell'ambito della ricostruzione della città etnea dopo il terremoto dell'11 gennaio 1693. In modo acritico è stato ribadito che l'architetto palermitano si ispirò all'Obelisco della Minerva di Gian Lorenzo Bernini. In realtà l'iconografia dell'elefante sormontato da un obelisco con palla sulla sommità è documentata nell'Hypnerotomachia Poliphili, pagina 38, (Venezia, 1499) attribuita a Francesco Colonna.
Il basamento è formato da un piedistallo di marmo bianco situato al centro di una vasca, anch'essa in marmo, in cui cadono dei getti d'acqua che fuoriescono dal basamento. Sul basamento due sculture riproducono i due fiumi di Catania, il Simeto e l'Amenano. Al di sopra si trova la statua dell'elefante, rivolto con la proboscide verso la cattedrale di Sant'Agata. Questa statua di epoca incerta era originariamente ricavata da un unico blocco di pietra lavica, ma a seguito del sisma del 1693 si frantumarono le zampe posteriori, restaurate dallo stesso Vaccarini in vista della sua collocazione nella piazza. Durante il restauro l'architetto aggiunse i bianchi occhi e le zanne in pietra calcarea. Ai lati dell'elefante cade una gualdrappa marmorea sulla quale sono incisi gli stemmi di sant'Agata, patrona di Catania.
Sulla schiena dell'animale si trova un obelisco egittizzante, alto 3,66 metri, in granito, ipoteticamente di Syene; non ha geroglifici, ma è decorato da figure di stile egizio che non costituiscono una scrittura geroglifica di senso compiuto. Di cronologia incerta, forse era una delle due mete dell'antico circo romano di Catania, l'altro, più frammentario, si trova invece nel cortile del Castello Ursino. Sulla parte sommitale dell'obelisco sono stati montati un globo, circondato da una corona di una foglia di palma (rappresentante il martirio) e di un ramo di gigli (rappresentante la purezza), più sopra una tavoletta metallica su cui vi è l'iscrizione dedicata a sant'Agata con l'acronimo "MSSHDEPL" («Mente sana e sincera, per l'onore di Dio e per la liberazione della sua patria»), e infine una croce.

## Storia
(Antonio Zacco, 1735)

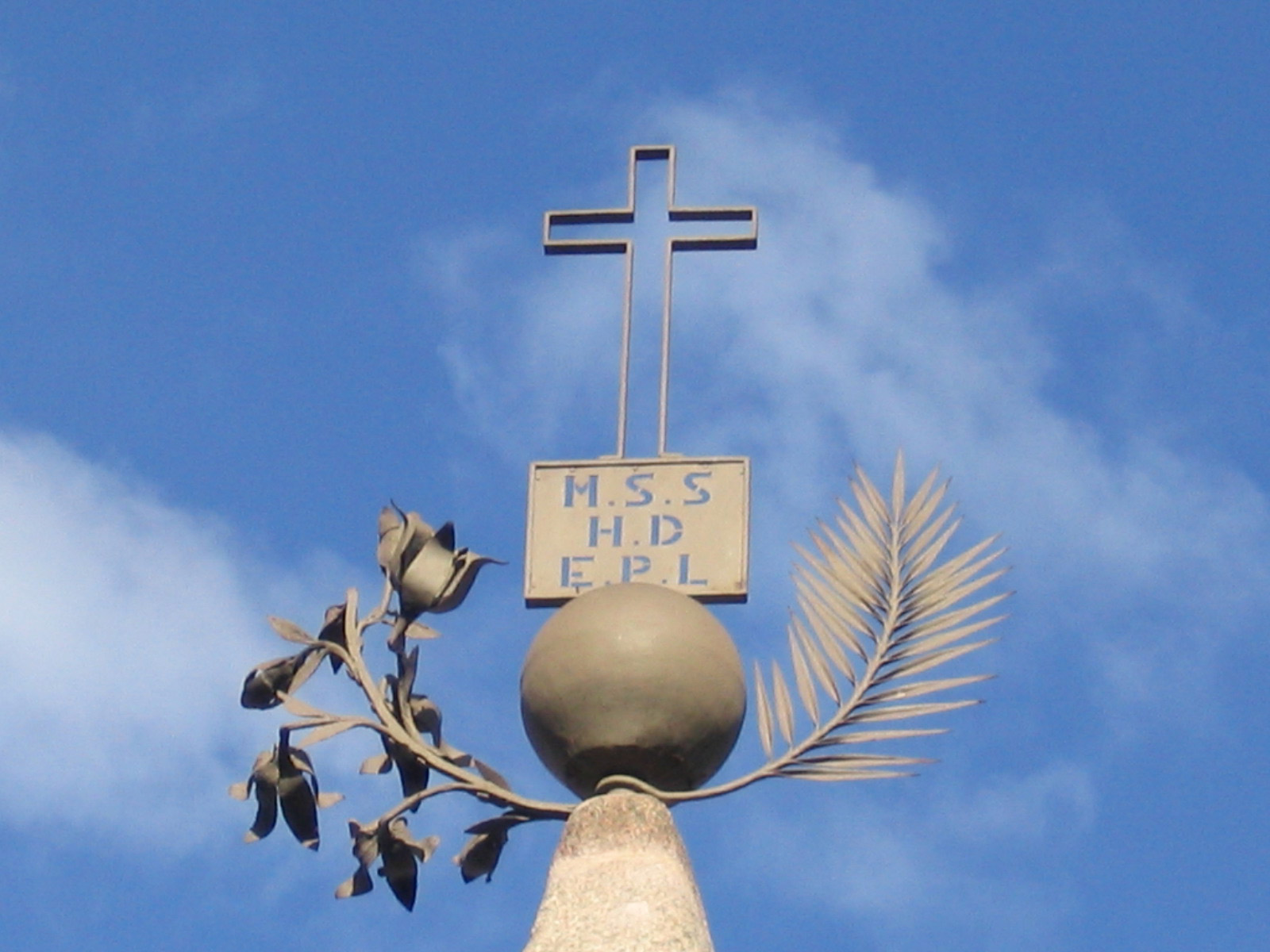
L'iscrizione sulla sommità dell'obelisco

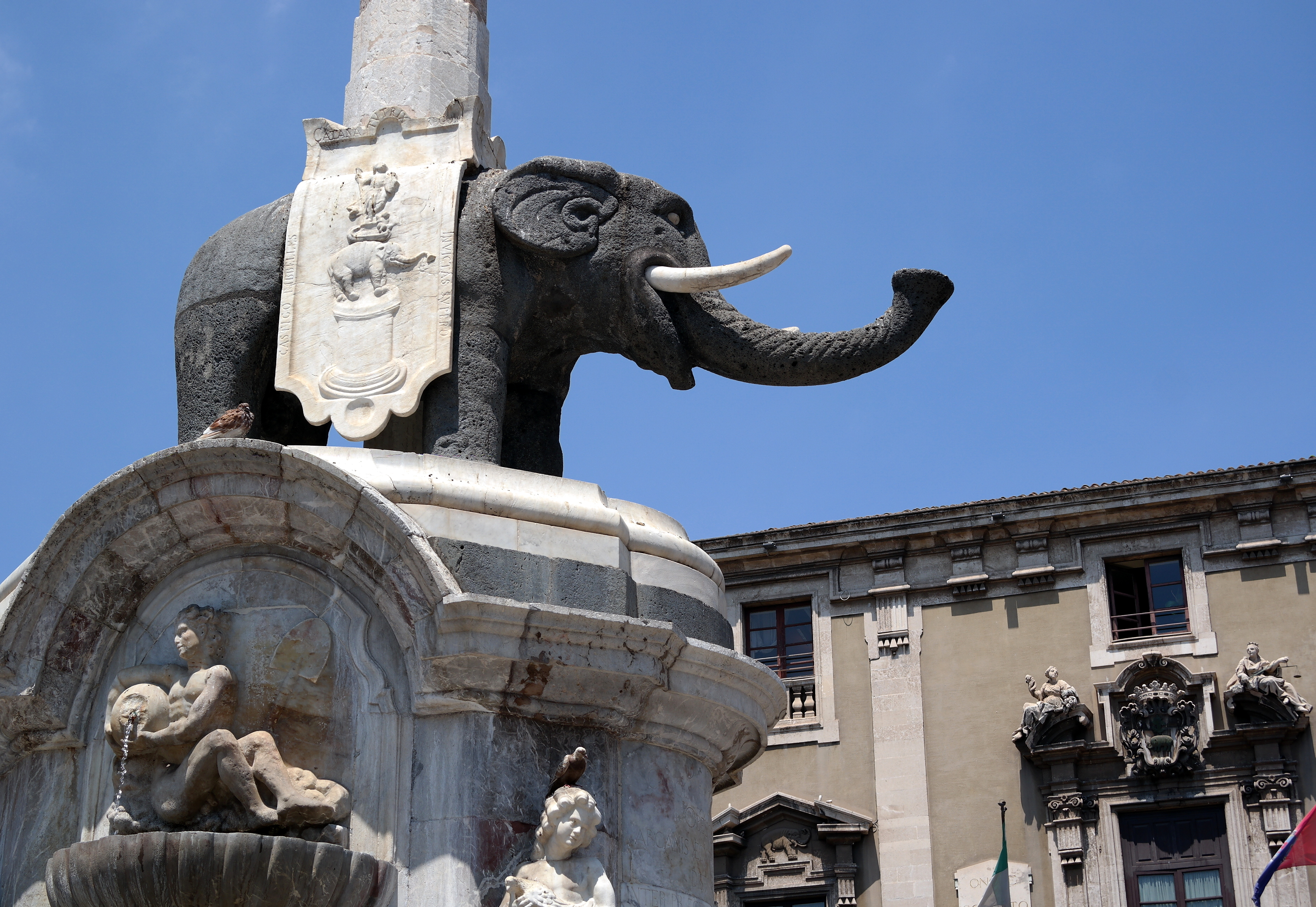
La statua dell'Elefante

Fino al 1737 Vaccarini lavorò per costruire la fontana, che fu poi completata con l'obelisco egittizzante e con l'iscrizione agatina. Nel 1757 venne ristrutturata per la prima volta, per aggiungere una vasca. Nel 1826 la fontana fu circoscritta da una cancellata di ferro, entro la quale fu realizzato un piccolo giardino. Poco dopo l'unità d'Italia, venne presa la decisione di spostare la fontana dalla Piazza del Duomo a Piazza Palestro: il 30 maggio 1862, però, Bonaventura Gravina organizzò una sommossa popolare che bloccò il trasferimento.
Sono stati due i restauri eseguiti nel corso del XX secolo: nel 1905 venne realizzata una seconda vasca e nel 1998 sono stati eliminati la cancellata e il giardino per cui oggi è possibile sedersi su alcuni gradoni ai piedi del basamento.

## ULiotru

### Il mito
U Liotru (chiamato anche, più raramente, Diotru) dovrebbe il suo appellativo alla storpiatura del nome Eliodoro. Questi, secondo le leggende popolari, sarebbe stato un nobile catanese che avrebbe tentato senza successo di diventare vescovo della diocesi. Caduto in disgrazia, sarebbe diventato apostata e considerato «discepolo degli Ebrei, negromante e fabbro di idoli». Si sarebbe opposto al vescovo Leone II il Taumaturgo, che lo avrebbe quindi condannato ad essere bruciato vivo nel Forum Achelles. Questo fantomatico personaggio sarebbe legato all'elefante perché una leggenda narrava che fu lui il suo scultore e che addirittura fosse solito cavalcarlo per spostarsi da Catania a Costantinopoli. Sempre secondo la leggenda, il vescovo Leone avrebbe fatto portare la statua fuori dalle mura per farla dimenticare, ma il popolo le avrebbe ugualmente tributato degli onori divini. Tuttavia, tutte le avventure di tal Eliodoro e relativo legame con l'elefante in pietra sono da considerarsi mera invenzione.

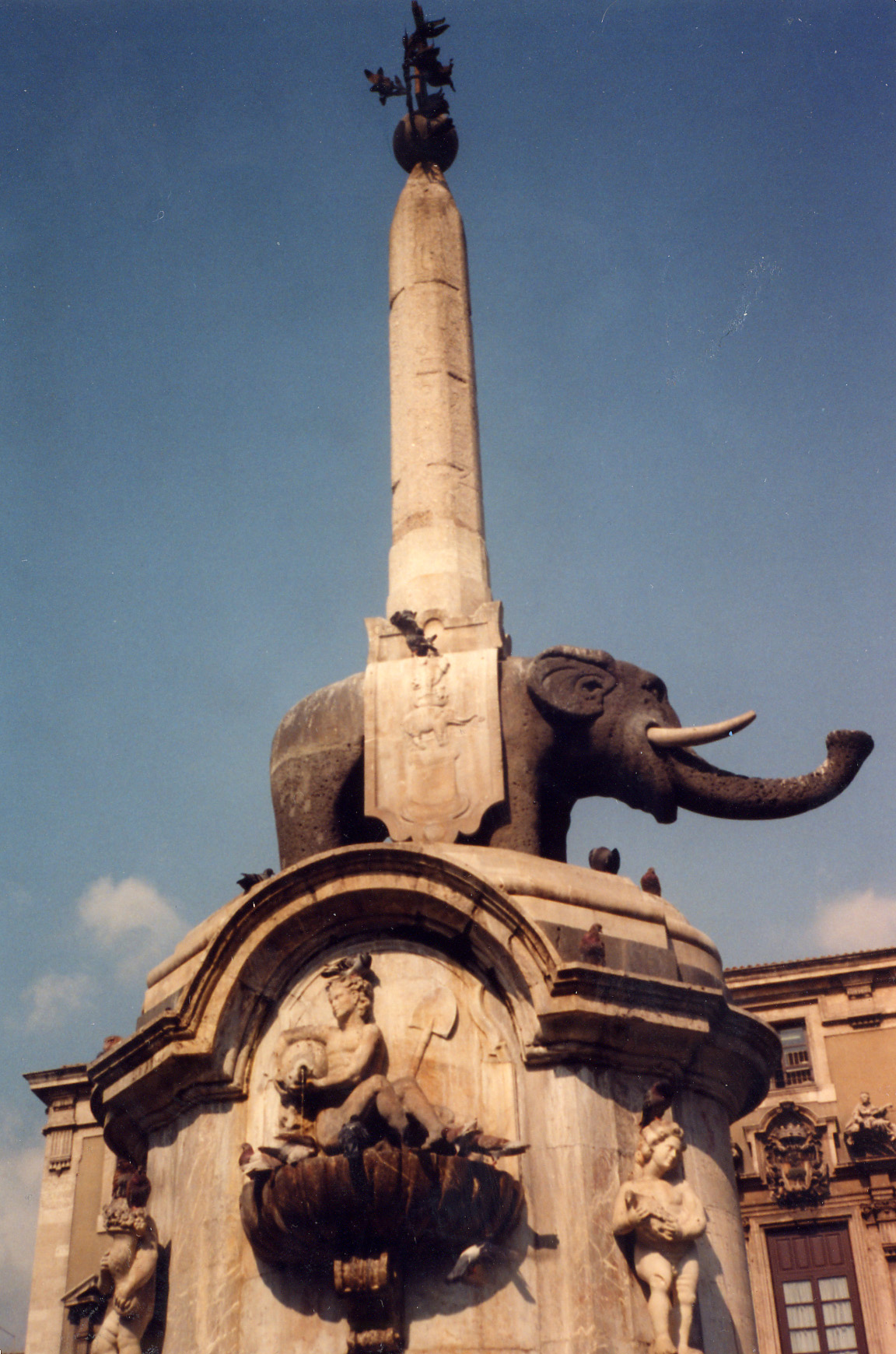
La fontana

Contrariamente alle fantasiose versioni della vulgata non solo popolare, la statua dell'elefante simbolo della Città di Catania è lo gnomone della meridiana posta al centro della Piazza Duomo. Il monumento è misuratore del tempo con la luce del sole ed è quindi "eliotrico", in dialetto catanese diventato "liotru". Dopo il terremoto del 1693, la ricostruzione di Catania coincise con il periodo di maggior diffusione delle meridiane in Sicilia e in altre parti del Sud Italia. Carlo Maria Carafa, principe di Butera, è ritenuto il più illustre "gnomonista", esperto cioè di costruzione di meridiane illustre, di quel periodo. Non è escluso che abbia partecipato alla realizzazione della meridiana catanese di Piazza Duomo. Secondo il viaggiatore di fine Settecento Jean Houel "l'obelisco è egiziano; è fatto di granito e coperto di geroglifici. Secondo una nozione diffusa a Catania, fu messo in una pubblica piazza perché servisse da stilo, o da gnomone, per indicare l'ora con la sua ombra proiettata su di un quadrante tracciato a terra".

### L'origine
Non ci sono dati certi su quando e da chi sia stata realizzata la statua dell'elefante. Nel corso dei secoli, vari studiosi hanno cercato di dare una risposta a questa domanda, in alcuni casi rifacendosi anche al mito. Tra questi ultimi, si ricorda Pietro Carrera, che nel 1639 scrisse che il liotru ricordava una vittoria in una guerra tra i catanesi e i libici. La storia, che il pittore Giuseppe Sciuti immortalò nel grande sipario storico del Teatro Massimo Bellini, è però totalmente inventata.
Più probabili furono le teorie concepite da Ignazio II Paternò Castello, Santi Consoli e Matteo Gaudioso. Il primo sosteneva che l'elefante provenisse da un circo (successivamente sarebbe stato appurato che in realtà era l'obelisco ad essere stato tra le attrazioni di un antico circo), gli ultimi due che fosse il ricordo di una religione di cui oggi si sono perse completamente le tracce.
È però ormai accettata l'interpretazione che venne data dal geografo Idrisi durante il suo viaggio in Sicilia nel XII secolo. Egli riportò che i catanesi consideravano l'elefante una statua magica, in grado di proteggere il centro abitato dalle eruzioni dell'Etna. Sempre secondo il geografo arabo, la statua sarebbe stata costruita durante la dominazione cartaginese.
Secondo il geografo Idrisi, la statua dell'elefante era stata realizzata durante la dominazione cartaginese o bizantina. Nel periodo in cui visitò Catania (XII secolo), l'elefante di pietra lavica si trovava già all'interno delle mura della città. Vi sarebbe stato portato dai benedettini del monastero di Sant'Agata, che lo avrebbero posto sotto un arco detto "di Liodoro". Nel 1239 la statua dell'elefante fu scelta come simbolo di Catania. Alcuni sostengono che il trasferimento all'interno delle mura avvenne proprio in quest'occasione.
Nel 1508 venne trasferito sul lato ovest (o nord) del municipio e gli venne affiancata l'iscrizione «Ferdinandus. Hispaniae utriusque. Siciliae. Rege - Elephans erectus fuit a Cesare Jojenio - Justitiario - MDVII». In tale collocazione fu gravemente danneggiato durante il terremoto del 1693; il crollo dei palazzi circostanti infatti provocò la rottura della proboscide e delle zampe, che furono ricostruite da Vaccarini nel 1735 su sollecitazione di Filippo d'Orville.
L'obelisco, invece, probabilmente fu portato a Catania durante le crociate, proveniente da Syene. In città fu collocato nel Circo Massimo, secondo l'ipotesi di Ignazio Paternò Castello.

### Il rapporto dell'elefante con la città
Il legame tra Catania e il liotru è molto antico. Un'antica leggenda narra di un elefante che avrebbe cacciato degli animali feroci durante la fondazione di Kατάvη. Sotto la dominazione musulmana, la città era conosciuta con il nome di Balad-el-fil o Medinat-el-fil, cioè "città dell'elefante".
Il Liotru è diventato simbolo ufficiale della città solo nel 1239: prima di allora, l'emblema cittadino era l'effigie di San Giorgio. I catanesi decisero di cambiare in seguito ad una serie di rivolte per poter passare da semplice dominio di un vescovo-conte a città demaniale. Dopo aver fallito nei moti del 1195, 1207 e 1221, il successo arrivò con la concessione ufficiale firmata da Federico II. La prima "uscita ufficiale" del nuovo simbolo avvenne in occasione di una seduta del Parlamento a Foggia, nel 1240.
Successivamente, il pachiderma è stato inserito nello stemma comunale e in quello della città metropolitana e dell'università e oggi è la mascotte delle principali società sportive locali, tra cui Catania, Amatori Catania, Catania Beach Soccer, Meta Catania C5 ed Elephants Catania.